# Brasilientangara
Brasilientangara (Ramphocelus bresilius) är en fågel i familjen tangaror inom ordningen tättingar.

## Utseende
Brasilientangaran är en rätt stor tangara med tjock näbb. Hanen är praktfull med lysande karmosinröd kropp och svart på vingar och stjärt. Undre näbbhalvan är påtagligt silvergrå. Honan är mestadels brun, på buken och övergumpen mer kanelfärgad.

## Utbredning och systematik
Brasilientangaran förekommer som namnet avslöjar i Brasilien, i östra delen utmed kusten. Den delas in i två underarter med följande utbredning:
- Ramphocelus bresilius bresilius – förekommer i nordöstra Brasilien (Paraíba till Bahia)
- Ramphocelus bresilius dorsalis – förekommer i sydöstra Brasilien (Minas Gerais och Espírito Santo till Santa Catarina)

## Levnadssätt
Brasilientangaran hittas i skogsbryn och öppna miljöer, även i stadsparker och trädgårdar.

## Status
Arten har ett stort utbredningsområde och beståndet anses stabilt. Internationella naturvårdsunionen IUCN listar den därför som livskraftig (LC).

## Bilder

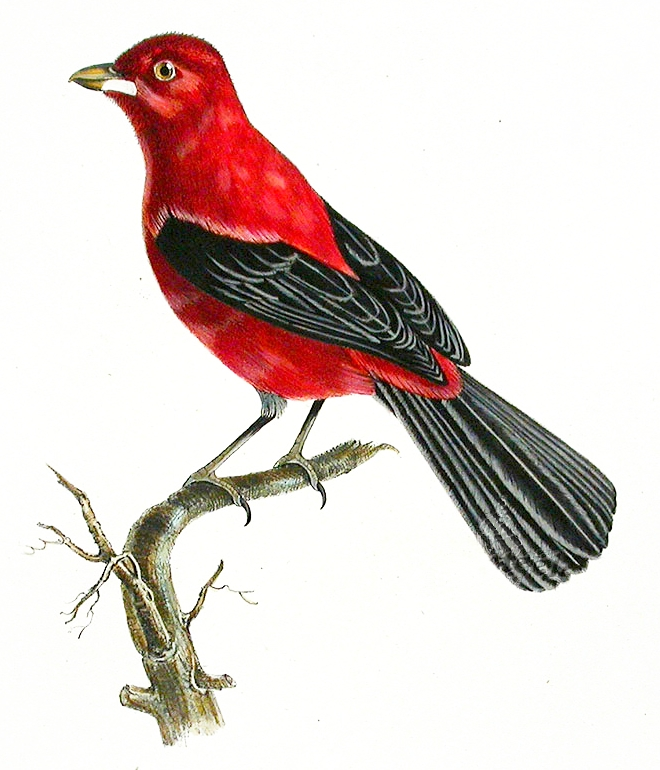
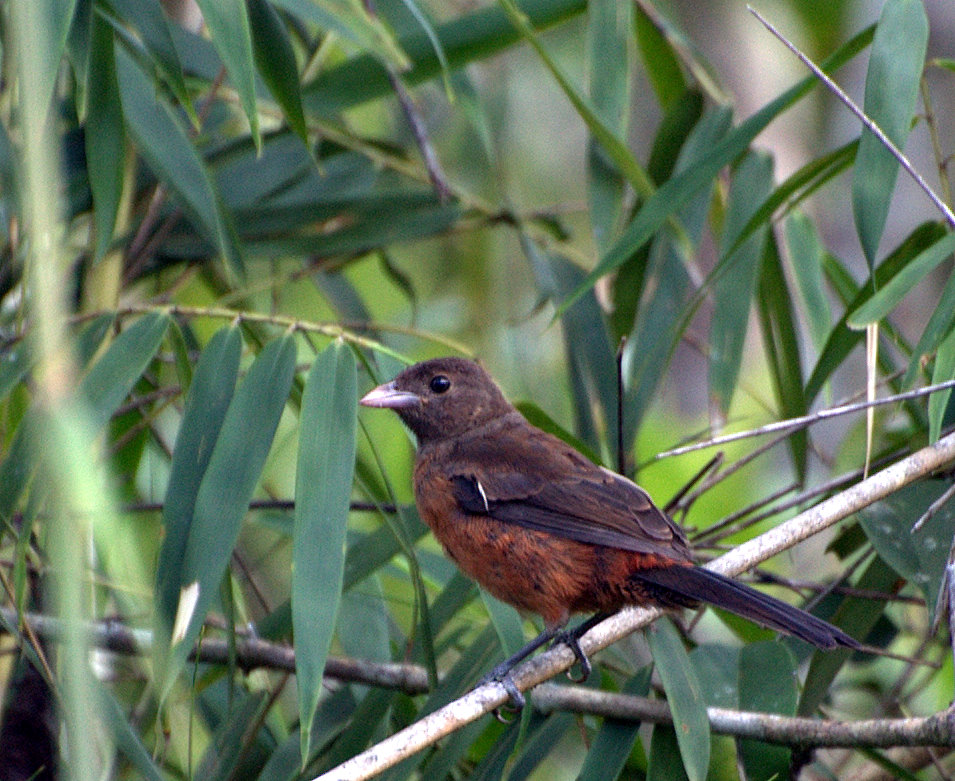
Hona
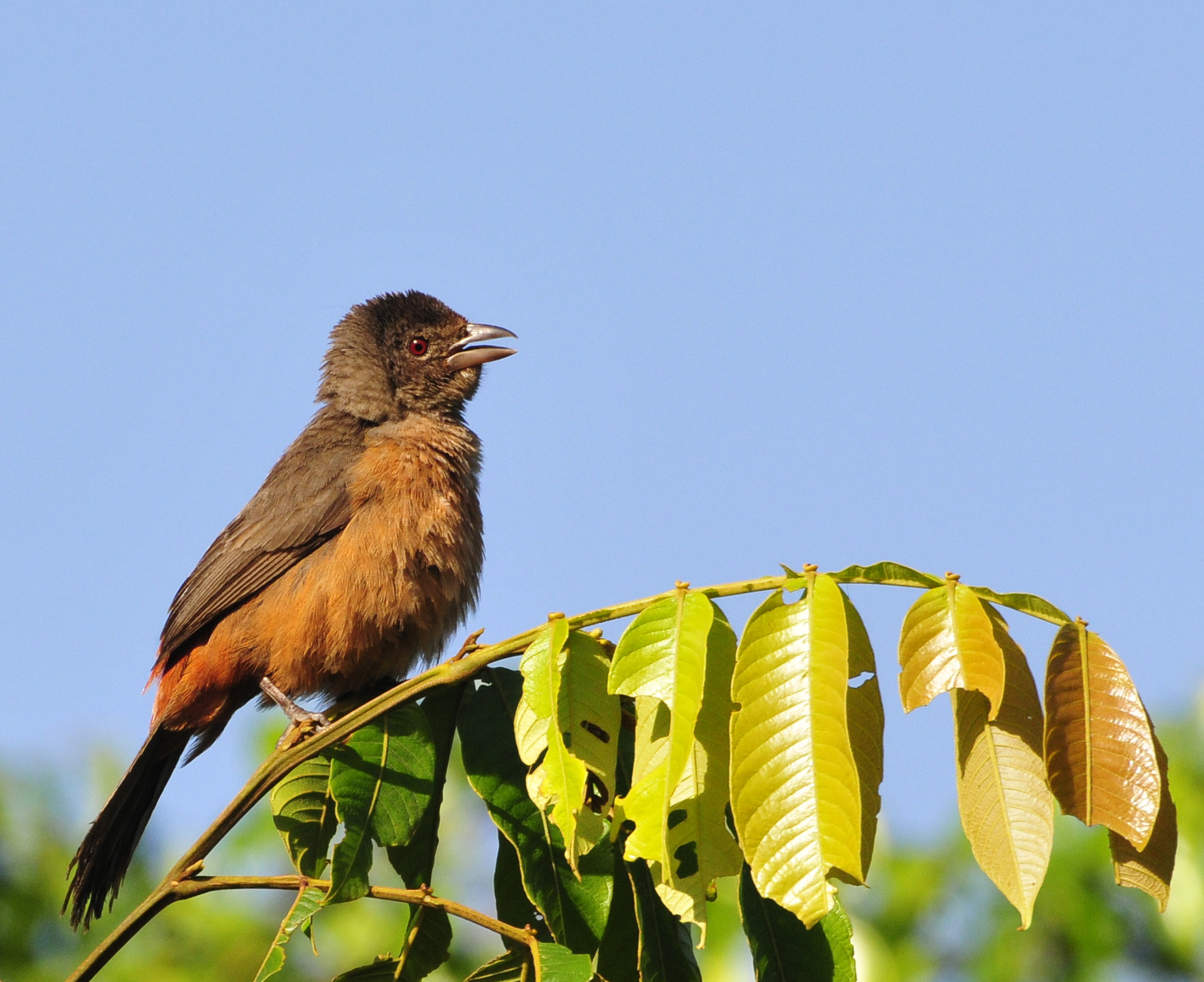
Unge
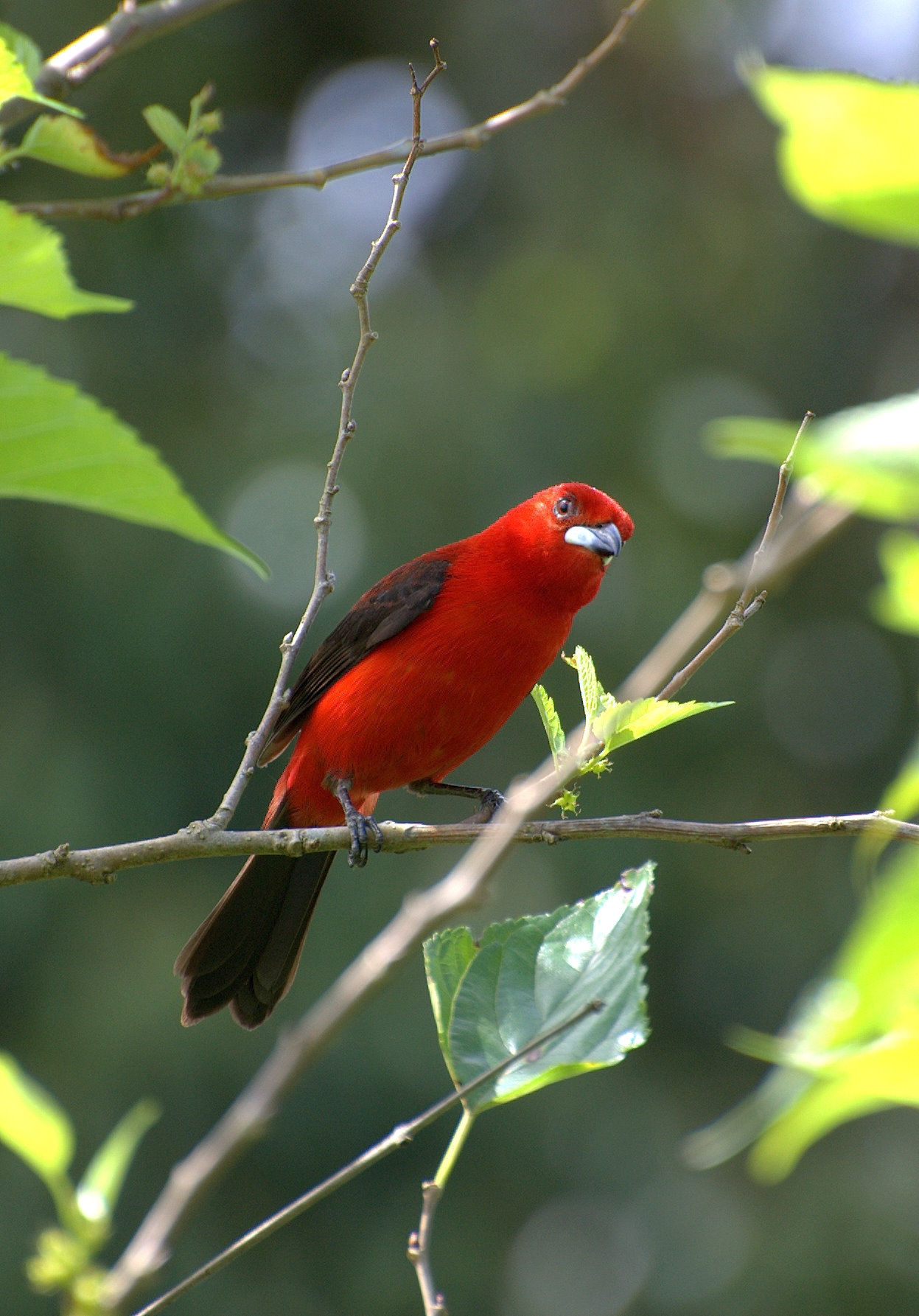
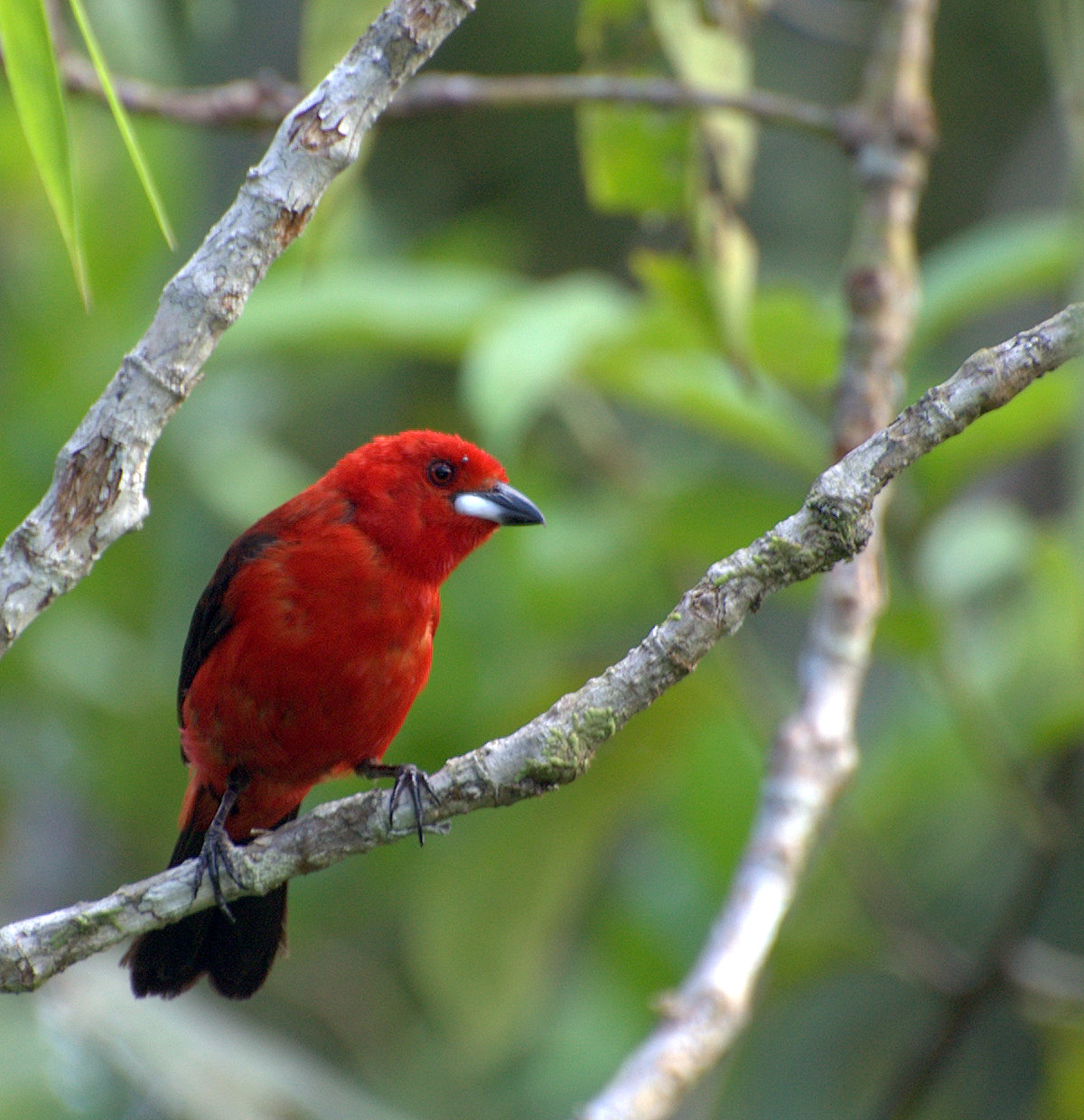